# I'm the Greatest
I'm the Greatest è una canzone scritta da John Lennon per Ringo Starr ed apparsa inizialmente sull'album Ringo; in seguito è stata inclusa nelle raccolte Blast from Your Past e Photograph: The Very Best of Ringo.

## Il brano

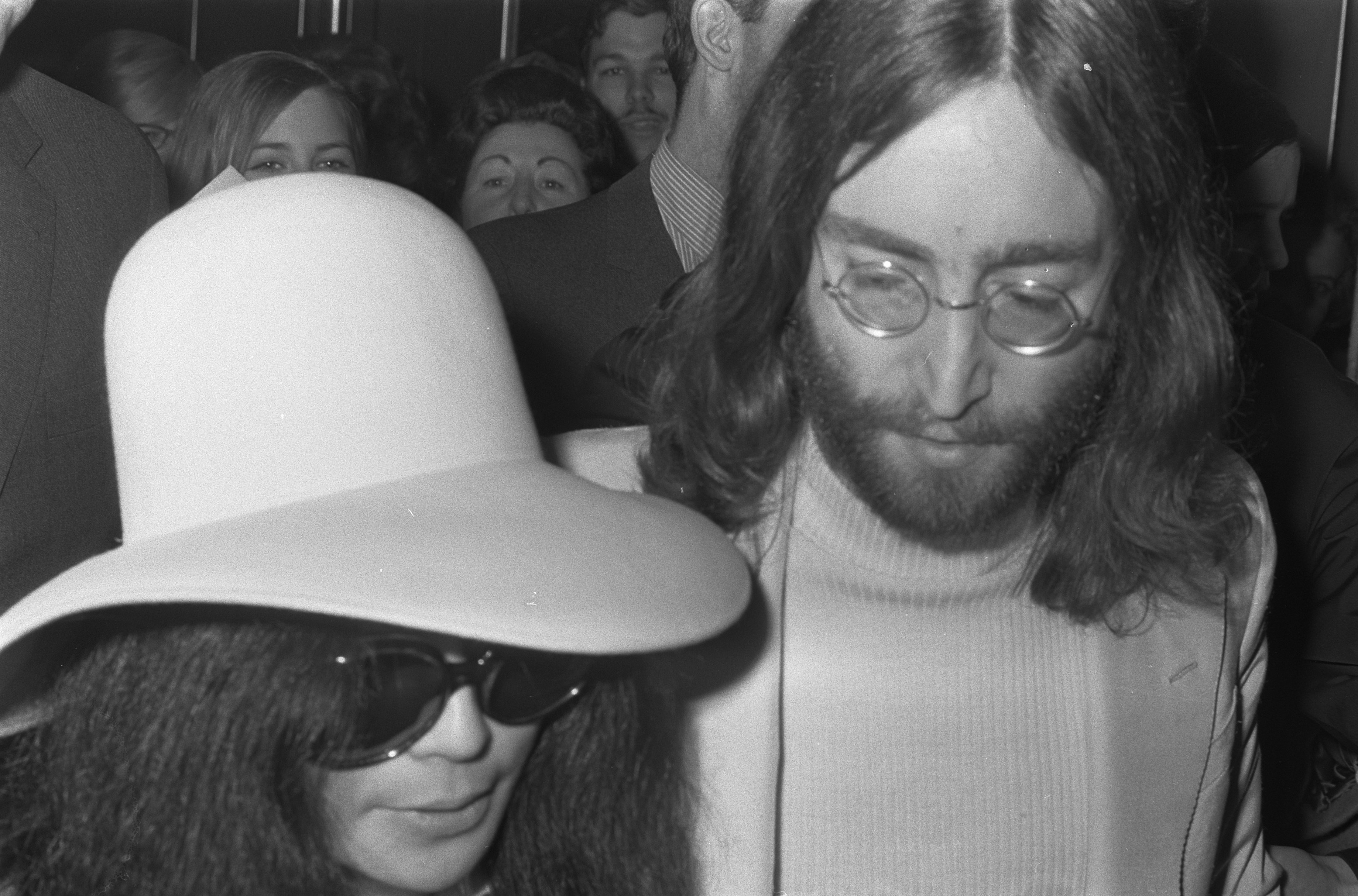
John Lennon, autore del brano

Il brano venne composto da John Lennon dopo aver visto in TV il film A Hard Day's Night il 28 dicembre 1970. Tra il 28 ed il 29 registrò una demo della canzone; negli stessi giorni venne registrata anche Make Love Not War. Una seconda demo è stata realizzata nell'anno successivo, alla fine della registrazione dell'album Imagine. L'intenzione iniziale di Lennon era di tenerla per sé, ma la regalò a Ringo quando gli chiese brani per il suo nuovo album, Ringo.
Sull'album John Lennon Anthology appare una versione della canzone con John come voce solista, e molti bootleg includono una versione del brano con solamente il pianoforte, il basso, la batteria, e la voce solista di Lennon.

## Formazione
- Ringo Starr: voce, batteria
- John Lennon: cori, pianoforte
- George Harrison: chitarra solista
- Billy Preston: organo
- Klaus Voorman: basso elettrico

La formazione che ha eseguito il gruppo venne considerata come The Ladders. John Lennon aveva in mente di un gruppo che comprendesse proprio la formazione, come gruppo successivo ai Beatles. L'idea non venne utilizzata.